# Kiršinas
Kiršinas je řeka ve střední Litvě, protéká okresy Radviliškis a Panevėžys. Je to pravý přítok řeky Nevėžis. Je 46,6 km dlouhá. Pramení 1,5 km na jih od Kubiliūnů v okrese Radviliškis. Teče zpočátku směrem severním, při průtoku Baisogalou a Baisogalským rybníkem se stáčí na východ a severovýchod, u Sidabrava se stáčí opět na východ až východojihovýchod. Před Sidabravem protéká rybníkem Vileikių tvenkinys a za ním rybníkem Sidabravo tvenkinys. Dolní tok protéká ChKO Krekenavský regionální park. Do Nevėžisu se vlévá 1 km na východ od vsi Povilauskai, 115 km od jeho soutoku s Němenem jako jeho pravý přítok. Průměrný spád je 156cm/km, průměrný průtok za soutokem s řekou Palonas je 0,62 m³/s, řeka Šuoja dodává dvojnásobné množství vody, než bylo do soutoku. Břehy jsou místy vysoké a srázné. Šířka koryta do soutoku se Šuojou průměrně kolem 5 m, po soutoku se rozšiřuje až do 6 - 8 m. Peřeje jsou poměrně řídké, významnější je pod mostem silničky č. 3007 Naujamiestis - Krekenava nedaleko ústí. 

## Přítoky
- Levé:

| Hydrologické pořadí | Řeka       | Délka (km) | Povodí (km²) | Vzdálenost od ústí (km) | Ústí kde                     | Koordináty ústí                  |
| ------------------- | ---------- | ---------- | ------------ | ----------------------- | ---------------------------- | -------------------------------- |
|                     | Serbentynė |            |              | ?                       | Dauderiai Baisogalský rybník | 55°37′26″ s. š., 23°41′19″ v. d. |
| 13010362            | Postupis   |            |              | 21,9                    | Sidabravas                   | 55°42′5″ s. š., 23°54′58″ v. d.  |
| 13010368*           | Gaisupis   |            |              | 6,3                     | Drąseikiai                   | 55°40′22″ s. š., 24°4′47″ v. d.  |
| 13010368*           | Šuoja      | 46         | 245          | 3,2                     | Mickiemė                     | 55°40′31″ s. š., 24°6′39″ v. d.  |
| 13010389            | Ižupis     |            |              | 1,8                     | Balbokėliai                  | 55°40′6″ s. š., 24°7′22″ v. d.   |

* Stejné číslo kódu hydrologického pořadí je technická chyba v textu zákona č. 594 o klasifikátoru litevských řek
- Pravé:

| Hydrologické pořadí | Řeka    | Délka (km) | Povodí (km²) | Vzdálenost od ústí (km) | Ústí kde                        | Koordináty ústí                 |
| ------------------- | ------- | ---------- | ------------ | ----------------------- | ------------------------------- | ------------------------------- |
| 13010361            | K - 2   |            |              | 34,3                    |                                 |                                 |
| 13010363            | Palonas |            |              | 17,1                    | Sidabravas rybník Sidabravo tv. | 55°41′14″ s. š., 23°58′4″ v. d. |
| 13010367            | Rigupis |            |              | 10,5                    | Paliesė                         | 55°40′48″ s. š., 24°2′19″ v. d. |

## Sídla při řece
Kubiliūnai, Dvareliai, Biliūnai, Dauderiai, Baisogala, Pakiršinys, Pakiršinėlis, Treiniai, Moniūnai, Vileikiai, Sidabravas, Asteikiai, Rėčkai, Pakiršiniai, Naujasodė, Birželės, Paliesė, Drąseikiai, Mickiemė, Balbokėliai.

## Komunikace, vedoucí přes řeku
- cesta Kubiliūnai - Dvareliai, silnice č. 225 Raseiniai - Baisogala, cesta Dauderiai - Šileliai, cesta po hrázi rybníka v Baisogale, silnička Baisogala - Bučiūnai (- Bagdonai), silnice č. 144 Kėdainiai - Šeduva, železniční trať Klaipėda - Vilnius, silnička č. 3430 železniční stanice Baisogala - Pakiršinys, cesta Pakiršinys - Pakiršinėlis, silnička č. 3416 Pakiršinėlis - Mikoniai**, cesta Pakiršinėlis - Vardukšniai, silnička č. 3406 Butėnai - Praščiūnai, ulice Vaižganto g. v Sidabravu, cesta Sidabravas Asteikiai, cesta po hrázi Sidabravského rybníka u vsi Pakiršiniai, cesta Paliesė - Drąseikiai, cesta Balbokėliai - Pakalniškiai, silnička č. 3007 Naujamiestis - Krekenava

** Zde se v 19. století při cestě šestispřežným dostavníkem z Vadaktů do Baisogaly zranil žemaitský biskup Motiejus Valančius: při přejíždění se dřevěný most prolomil a dostavník spadl do Kiršina. Valančius se silně pomlátil, z hlavy mu tekla krev a lékař jej v Baisogale prohlédl a pustil mu žilou.